# Scott Bärlocher
Scott Bärlocher, född 30 augusti 1997, är en schweizisk roddare.

## Karriär
I april 2024 vid EM i Szeged tog Bärlocher silver i scullerfyra tillsammans med Dominic Condrau, Jan Jonah Plock och Maurin Lange.